# Раденці (община)
Община Раденці (словен. Občina Radenci) — одна з общин Словенії. Адміністративним центром є місто Раденці.

## Населення
У 2011 році в общині проживало 5252 осіб, 2567 чоловіків і 2685 жінок. Чисельність економічно активного населення (за місцем проживання), 1964 осіб. Середня щомісячна чиста заробітна плата одного працівника (EUR), 896,86 (в середньому по Словенії 987.39). Приблизно кожен другий житель у громаді має автомобіль (53 автомобілі на 100 жителів). Середній вік жителів склав 43,9 роки (в середньому по Словенії 41.8). 